# Elecciones municipales de Venezuela de 1948
Las elecciones municipales de Venezuela de 1948 fueron celebradas el domingo 9 de mayo, con el fin de renovar todos los concejos municipales de la nación, eligiéndose a los concejales de cada Distrito para gestionar durante el bienio constitucional 1948-1950, de acuerdo con lo establecido en las disposiciones transitorias en la Constitución de 1947, realizándose en todos los Estados del país simultáneamente, excepto en el Distrito Federal y en los Territorios Federales, en las cuales sus autoridades locales ya habían sido elegidas en las pasadas elecciones generales en diciembre de 1947.

## Historia
Estas fueron las primeras elecciones municipales celebradas mediante el sufragio universal, directo y secreto, separadamente de las elecciones presidenciales o legislativas, así como las primeras que se realizaron simultáneamente a nivel nacional en todos los municipios, indiferentemente del Estado de pertenencia. La participación electoral en estos comicios disminuyó considerablemente en comparación con las elecciones generales del año anterior.
Historiadores consideran que esto sucedió debido a que era la tercera elección en dos años, generando un considerable cansancio de los votantes. Según el Consejo Supremo Electoral, en total emitieron su voto 693.154 personas a nivel nacional.
Las elecciones dieron como resultado una abrumadora victoria del partido oficialista Acción Democrática, reflejando la misma tendencia política de la sociedad expresada en las elecciones de 1946 y 1947. Sin embargo, el partido socialcristiano Copei ganó las elecciones en el estado Táchira y su filial local Unión Federal Republicana ganó las urnas en el estado Mérida, reflejándose el mismo patrón de simpatía al partido de oposición tal y como sucedió en las pasadas elecciones.
La mayoría de los votos de Copei provinieron de estos dos estados, donde el partido obtuvo mayorías en casi todos los concejos municipales. El Partido Comunista de Venezuela, por su parte, no consiguió la mayoría simple en ningún concejo municipal en el país, sin embargo, ganó representación en algunos concejos municipales en Anzoátegui, Lara, Portuguesa, Sucre, Yaracuy y Zulia, estados donde se concentraba la mayor parte de la militancia de este partido. El Partido Revolucionario del Proletariado, los llamados 'Comunistas Negros', por su parte, ganó un escaño en un concejo municipal en Anzoátegui.

## Resultados

### Escrutinio nacional
|  | 70.82 % |

|  | 15.79 % |

|  | 5.41 % |

|  | 3.82 % |

|  | 3.39 % |

|  | 0.53 % |

|  | 0.09 % |

### Distribución de concejales electos por Estado
| Estado        | AD | COPEI/UFR | URD | PCV | PRP | PSV |
| ------------- | -- | --------- | --- | --- | --- | --- |
| Anzoátegui    | 55 | 1         | 1   | 2   | 1   |     |
| Apure         | 20 |           |     |     |     |     |
| Aragua        | 40 | 2         |     |     |     |     |
| Barinas       | 38 | 11        |     |     |     |     |
| Bolívar       | 25 |           |     |     |     |     |
| Carabobo      | 31 | 3         |     |     |     |     |
| Cojedes       | 33 |           | 2   |     |     |     |
| Falcón        | 55 | 1         | 4   |     |     |     |
| Guarico       | 35 |           |     |     |     |     |
| Lara          | 38 | 3         |     | 2   |     |     |
| Mérida        | 19 | 23        |     |     |     |     |
| Miranda       | 47 | 3         |     |     |     |     |
| Monagas       | 34 |           |     |     |     | 1   |
| Nueva Esparta | 20 |           | 10  |     |     |     |
| Portuguesa    | 38 | 1         |     | 1   |     |     |
| Sucre         | 58 |           | 5   | 1   |     |     |
| Táchira       | 15 | 34        |     |     |     |     |
| Trujillo      | 27 | 13        |     |     |     |     |
| Yaracuy       | 35 |           |     | 1   |     |     |
| Zulia         | 64 | 10        |     | 5   |     |     |